# Гюлістан-сарай
Гюлістан (Цареве городище на Волзі, Царевське городище) — старий населений пункт і монетний двір.

## Історія карбування

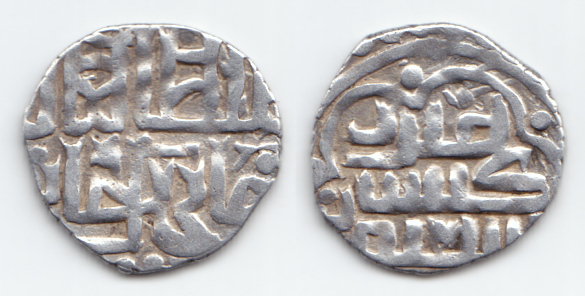
Монета в 1 данг, викарбувана в Гюлістані в 1351—1356 роках при хані Джанібеку. Срібло, легенда реверсу: ضرب ﻛلستان سنة ٧۵۳ (Чекан Гюлістан, рік 752).

Карбував монети у 700-ті рр., а в 768 р. монетний двір Гюлістан зовсім припинив своє існування. Знову створений Джанібеком близько 1351 р. і був одним з основних центрів (поряд із Сарай, Сарай ал-Джадід і Азак) грошової справи Золотої Орди в середині XIV століття. Карб Гюлістана з перших років багатократно перевершує емісію старої монетарні Орди — Сараю (Селітрове городище), і в першу чергу був орієнтований на забезпечення монетою Білої Орди, яка займала степи на захід від Волги. За своїм значенням емісія Джанібека подібна до емісії Сигізмунда ІІІ (1587—1632) і його монети швидко стали об'єктом підробки. Емісія Гюлістану зовсім припинилася з 1367 р.
На території Сумської області, зокрема в околиці с. Ніцаха Тростянецького району (басейн р. Ворскла), і на території Чернігівщини відомі випадки знахідок кількох варіантів монет-наслідувань деньга Джанібека (1342—1357), карбованих на монетному дворі Гюлістан 753 н. е. (1352—1353 рр.). Приклад оригінального карбування таких монет представлений серед матеріалів Борщевського скарбу (Київська обл.).

## Деякі риси топографії та археологічні дані

### Колобівське поселення
За щільністю знахідок Гюлістан локалізують у Нижньому Надволжі. За припущенням А. В. Пачкалова, був розташований на місці Колобовського поселення Золотої Орди біля сучасного села Колобівка Ленінського району Волгоградської області, де виявлено найчисельніші знахідки монет 2-ї половини 1360-х років.

### Царевське городище
Царевське городище розташоване над річкою Ахтуба, біля села Царів Ленінського района Волгоградської області. Місцевість городища йменувалася «Цареві Пади», тобто «царські руїни».
На Царевському городищі, як і для золотоординських степових міст, виділяються лише самі загальні риси топографії, тим не менш, деякі важливі деталі таки з'ясовані. Площа міста тільки в границях ровів і валу (що виникло в 1360 рр.) для захисту центральних кварталів в роки феодальних усобиць, становить близько 2 км², але загальна площа Гюлістан-Сарая є значно більшою за 2 км². На плані А. В. Терещенко (1840) тільки всередині вала 1360 р. налічується до 1550 окремих будівель. Поза валом простежуються окремі садиби, що стають, за спостереженням Г. А. Федорова-Давидова, дедалі більшими по мірі віддалення від центру міста на схід і південь: на дальніх підступах до міста зі сходу простежено великі садиби площею до 26 000 м², а на захід від передмістя — розташовувалося селище, що складалося з комплексу семи садиб, з'єднаних загальними стінами. Можливо, подібно забудові великого радіусу Селітренного городища, Царевське городище можна розглядати як агломерацію, де посмугово міські будови, великі садиби або їх скупчення чергувалися з аграрними зонами і випасами. На захід від міста розташовувалося велике озеро, на берегах якого в середині XIV століття існувала житлова забудова, а в кінці століття виріс могильник.
У центрі Гюлістан була велика площа, яку з півдня та зі сходу оточували великі будівлі. Від центру до околиць вели вулиці, забезпечені ариками, уздовж яких, в деяких випадках, простежено пішохідні доріжки. У східній частині міста по мікрорельєфу простежена ще одна подквадратна площа; в цьому секторі городища, можливо, розташовувалися ще чотири штучних водоймища.
Царевське городище розташоване в заплаві Ахтуби, швидше за все, на самому березі річки. Археологічними дослідженнями встановлено існування міського водопроводу, та складних гідротехнічних споруд, регулюючих рівень води у водоймах. На початках ядро міста становили кілька великих аристократичних садиб.
На відміну від Сарая і Сарайчика на р. Урал, та інших міст Поволжя і регіонів Золотої Орди, Гюлістан-Сарай був зруйнований військами Тимура.

## Цікаві факти
Перські поети Гафіз та Сааді називають свою країну (Персію) «Гюлістан» («Сад троянд»; «Гюль» — «троянда»).